# A P Sten
AP Sten Sverige AB är ett svenskt stenindustriföretag.
AP Sten har sina rötter i det stenhuggeri som Albin Persson grundade 1933 i Bjärlöv i Skåne.
AP Sten har de svenska dotterföretagen Naturstenskompaniet, GRF Gravstenar AB och Swimpex Granite. Det senare bildades januari 2017 genom en fusion 2016 av Emmaboda Granit och  Svimpex Granit. Utländska dotterbolag är Jogra Steinindustri AS i Norge, Zybartuva i Litauen och Svimpex samt Natural Stone Company i Polen. Jogra Steinindustri har egna granitbrott i Røyken och Iddefjord i Norge, samt förädlingsverksamhet i Sarpsborg,. 
AP Sten-gruppen har ett antal egna stenbrott för granit och diabas i nordöstra Skåne samt för ölandskalksten på Öland.